# 拉瓜伊拉州州旗

拉瓜伊拉在委内瑞拉的位置

拉瓜伊拉州州旗（西班牙語：Bandera del estado La Guaira）是委内瑞拉拉瓜伊拉州的官方旗帜，由六道条纹构成：旗杆侧为两道水平条纹（自上而下为白色与蓝色），右侧延伸四道垂直条纹（自左至右为黄、红、白、蓝）。蓝色水平条纹高度为白色条纹的三分之一。白色水平条纹中央绘有散发光芒的拟人化太阳图案，蓝色条纹上则缀有四颗白色五芒星。

## 瓜尔与埃斯帕尼亚的密谋
拉瓜伊拉州旗源自曼努埃尔·瓜尔设计、何塞法·华金娜·桑切斯手工缝制的一面旗帜。1797年，瓜尔与桑切斯的丈夫何塞·马里亚·埃斯帕尼亚筹划在拉瓜伊拉发动反抗西班牙殖民统治的起义。为独立斗争准备期间，瓜尔设计了这面四色旗，并受《马赛曲》启发创作了颂歌。然而密谋被西班牙当局察觉，1797年7月13日夜，瓜尔住所遭突袭搜查。殖民军在此查获四色旗帜及瓜尔撰写的文件，其中包括一封致友人的信件，详述旗帜象征含义。这面出自瓜尔与埃斯帕尼亚密谋的四色旗，成为委内瑞拉独立运动最早的旗帜设计。

## 象征意义
瓜尔意图以旗帜四色代表委内瑞拉的四大族群——印第安人、黑人、帕尔多人与白人。四颗白星象征即将独立的四大行省——加拉加斯、库马纳、圭亚那与马拉开波的联合。太阳图案寓意共和主义者应具备的智慧（以确保公正行事）以及必须维护的平等精神（阳光普照众生之意）。此外，太阳更旨在象征自由、平等、财产与安全四大理念。

## 州旗地位确立
瓜尔与埃斯帕尼亚设计的旗帜于1997年被采用为巴尔加斯市市旗，以纪念密谋事件两百周年。1998年巴尔加斯市升格为州后，该旗帜正式成为州旗。2019年巴尔加斯州更名为拉瓜伊拉州。